# Mariya Takeuchi
Mariya Takeuchi (竹内 まりや, Takeuchi Mariya), född 20 mars 1955 i Izumo, Shimane prefektur, är en japansk sångerska och låtskrivare.
Vid 17 års ålder studerade hon i ett år på Illinois State Rock Falls Township High School i Illinois, USA, som utbytesstudent. År 1974 blev hon antagen vid Keiouniversitetet i Minato, Tokyo, där hon studerade litteratur. På universitet var hon medlem i en musikgrupp som hade namnet "Real McCoys" (リアルマッコイズ, riarumakkoizu). Hennes musikkarriär startade år 1978 efter att ha blivit inbjuden till att vara med på omnibus-albumet "Loft Sessions". Senare samma år fick hon skivkontrakt med RCA och släppte i augusti 1978 debutalbumet Beginning.